# HD 157753
HD 157753，又名CP-5210662，SAO 244763、HR 6483，是一颗恒星，视星等为5.75，位于銀經338.35，銀緯-9.61，其B1900.0坐标为赤經17h 19m 59.8s，赤緯-52° -9.61′ 30″。